# Giovanni Francesco Guidi di Bagno
Giovanni Francesco Guidi di Bagno (Florença, 4 de outubro de 1578 - Roma, 24 de julho de 1641) foi um cardeal do século XVII.

## Biografia
Nasceu em Florença em 4 de outubro de 1578. Filho de Fabrizio Guidi di Bagno, marquês de Montebello, e de Laura Colonna, filha de Pompeo Colonna, duque de Zagarolo. Irmão do Cardeal Nicola Guido di Bagno (1657) e sobrinho do Cardeal Girolamo Colonna (1627) por parte de mãe. Ele também está listado como Giovanni Francesco Bagni; e como Gianfrancesco de' Conti Guidi di Bagno.
Estudou na Universidade de Pisa; e na Universidade de Bolonha (filosofia e direito com Giacomo Mazzoni)..
Foi para Roma e foi nomeado prelado papal em 1596. Viajou com o Papa Clemente VIII para Ferrara. Participativo apostólico protonotário, 22 de agosto de 1597. Referendário dos Tribunais da Assinatura Apostólica da Justiça e da Graça, 1600. Acompanhado o cardeal Ippolito Aldobrandini, legado a latere à França para felicitar o rei Henrique IV da França por seu casamento com Maria de Médici. Vice-legado em Marche, 1601; e em Fermo, 12 de fevereiro de 1603 até 3 de abril de 1606; 8 de abril de 1606 até 4 de julho de 1606. Governador de Orvieto, 1607; de Fano, 1608; e de Fermo, 1º de maio de 1610; e de Campagna e Marittima, 1611. Vice-legado de Avinhão, 1614. Referendário dos Tribunais da Assinatura Apostólica de Justiça e de Graça..
Eleito arcebispo titular de Patras, 3 de março de 1614. Consagrado, domingo, 13 de abril de 1614, igreja de S. Silvestro dei Teatini, Roma, pelo cardeal Giovanni Battista Leni, auxiliado por Marco Cornaro, bispo de Pádua, e por Francesco Cennini, bispo de Amélia. Legado em Avinhão, 1614-1621. Núncio extraordinário na França no pontificado do Papa Gregório XV (1621-1623). Núncio na Flandres. Novamente, transferido para a França, no pontificado do Papa Urbano VIII (1623-1644), para auxiliar o cardeal Francesco Barberini, Sr., legate a latere; voltou para Flandres. Núncio na França, 1627-1630. Transferido para a sé de Cervia, mantendo a denominação de arcebispo titular de Patras, em 17 de maio de 1627..
Criado cardeal e reservado in pectore no consistório de 30 de agosto de 1627; publicado no consistório de 19 de novembro de 1629; recebeu o chapéu vermelho e o título de S. Alessio, em 26 de maio de 1631. Transferido para a sé de Rieti, em 16 de abril de 1635. Renunciou ao governo da diocese de Rieti antes de 28 de fevereiro de 1639. O filósofo Renán Descartes o apreciou muito..
Morreu em Roma em 24 de julho de 1641, perto das 6h, de podagra, chiragra, resfriado e disenteria. Enterrado em seu título, S. Alessio..